# Die Tutoren
Die Tutoren (Originaltitel: Tutori) ist ein Roman von Bora Ćosić. Er erschien erstmals 1978, die deutsche Übersetzung erschien 2015. Die Übersetzerin Brigitte Döbert wurde für die Übersetzung 2016 mit dem Preis der Leipziger Buchmesse (Kategorie: Übersetzung) sowie dem Straelener Übersetzerpreis der Kunststiftung NRW ausgezeichnet.

## Inhalt
Das Buch ist eine Familienchronik einer aus Slawonien stammenden serbischen Familie. Es beginnt mit dem Kapitel Theodor 1828 und endet bei Der Autor 1977. Die einzelnen Kapitel sind jeweils in ihrem eigenen Stil geschrieben: Es wird ironisch die Sprache der Zeit verwendet und damals moderne Textformen, beispielsweise ist das erste Kapitel komplett in Form eines Wörterbuchs geschrieben.

## Hintergrund
Mitte der siebziger Jahre kam Bora Ćosić für seine Werke in Konflikt mit der jugoslawischen Kulturpolitik. Er nutzte eine längere Schreibpause für zahlreiche Spaziergänge in Belgrad, in denen er sich in Antiquariaten kuriose Bücher in altertümlicher Sprache besorgte. Dadurch kam ihm die Idee für ein sprachkritisches Werk, das vor allem das Gebundensein an sprachliche Stereotype widerspiegelt. Zur Zeit der Veröffentlichung des Romans war Bora Ćosić wieder rehabilitiert.

## Kritik
„Wie „Die Tutoren“ in den Ruf der Unübersetzbarkeit gerieten, wird in diesem ungemein vielstimmigen Text, der sowohl die Perspektiven wie auch die Stilmittel mehrmals wechselt, schnell deutlich. Anspielungen, Aufzählungen, Phrasen, Slang, Werbe- und Fachsprache – all das vermischt sich, stets beseelt von feinem Humor. Es entsteht ein polyphoner Sound, dessen Inhalt häufig sekundär ist, weil Klang und Spiel im Vordergrund stehen. Man merkt dem Werk an, dass es ohne Blick auf ein Publikum entstanden ist.“